# Nicholsina denticulata
Nicholsina denticulata là một loài cá biển thuộc chi Nicholsina trong họ Cá mó. Loài này được mô tả lần đầu tiên vào năm 1917.

## Từ nguyên
Tính từ định danh của loài trong tiếng Latinh có nghĩa là "có răng nhỏ", không rõ hàm ý đề cập đến.

## Phạm vi phân bố và môi trường sống
N. denticulata được ghi nhận ở Đông Thái Bình Dương, từ vịnh California trải dài đến Ecuador và Bắc Peru, bao gồm cả quần đảo Galápagos ngoài khơi. Ngoài ra, N. denticulata cũng đã được biết đến tại Bắc Chile, mở rộng phạm vi của loài này về phía nam.
Môi trường sống phổ biến của N. denticulata là những bờ biển đá mọc nhiều tảo và rong biển ở độ sâu đến ít nhất là 20 m.

## Mô tả
N. denticulata có chiều dài cơ thể tối đa được biết đến là 32 cm. Cá cái và cá đực mới lớn có màu nâu xám, lốm đốm các vệt màu xám và đỏ giúp chúng hòa lẫn màu sắc với môi trường xung quanh. Cá đực trưởng thành có màu nâu xanh lục (lốm đốm các vệt sẫm và sáng màu), vùng họng đỏ ửng. Vây hậu môn và vây ngực của chúng có màu đỏ sẫm, chóp các tia vây màu đen. Gốc vây ngực màu đỏ hồng. Vây lưng và vây bụng trong suốt, cũng có màu đỏ, riêng vây lưng có một đốm đen ở phía trước. Vây đuôi bo tròn ở cả hai giới.
Số gai vây lưng: 9; Số tia vây ở vây lưng: 10; Số gai vây hậu môn: 3; Số tia vây ở vây hậu môn: 9; Số tia vây ở vây ngực: 13.

## Sinh thái học
N. denticulata có thể sống đơn độc hoặc bơi theo từng nhóm. Chúng ăn tảo bằng cách cạo hoặc cắn vụn các mảnh san hô mà tảo phát triển trên đó.